# Ectropothecium laticuspis
Ectropothecium laticuspis är en bladmossart som beskrevs av Brotherus 1898. Ectropothecium laticuspis ingår i släktet Ectropothecium och familjen Hypnaceae. Inga underarter finns listade i Catalogue of Life.